# 影武者X
影武者X（かげむしゃエックス）とは、2009年にデビューした日本のお笑いコンビである。
所属事務所はツーフェイス・プロモーション。

## 来歴
ピンで活動していたTOSHIKIと、土浦ーズで活動していたジョニー志村が2009年4月、ツーフェイス・プロモーションに所属することにより正式に結成。
それ以前は、土浦のものまね居酒屋「歌芸夢者（かげむしゃ）」などの営業先で、一緒になるチャンスを利用し臨時でコンビを組んでいた。
コンビ名の由来は、「歌芸夢者（かげむしゃ）」でⅩ JAPANのモノマネをするコンビであり、色々な人や物の影武者のようにモノマネをする等をこめた名前である。
2013年頃解散。解散後、TOSHIKIは「TOSHIKING」の名でフリーのものまねタレントとして、ジョニーも引き続きものまねタレントとして活動。

## メンバー
- TOSHIKI（リーダー）

1975年3月16日生、千葉県出身。血液型はA型。
16歳のとき、スカウトがきっかけでモノマネ界デビュー。
X JAPAN（Toshl）やゆず（岩沢厚治）のものまねが十八番である。
解散後は「TOSHIKING」に改名。
- ジョニー志村

1972年12月25日生、神奈川県出身。血液型はO型。
2000年に芸能界デビュー。その後『ものまねバトル ものまねスター誕生』に出演し、RYU・ゆうぞうと土浦ーズを結成。
2012年12月25日、40歳の誕生日を機に芸名をジョニーからジョニー志村に改名。
タモリやGACKTのものまねが十八番である。

## 出演番組
- とんねるずのみなさんのおかげでした 細かすぎて伝わらないモノマネ選手権（フジテレビ）
- 爆笑そっくりものまね紅白歌合戦（フジテレビ）
- TOSHIKI×ジョニーのやってみるか!（あっ!とおどろく放送局、2009年4月-2010年7月）
- ツーフェイスTV（あっ!とおどろく放送局、2010年10月-2011年3月28日）
- エンタの神様(日本テレビ)-キャッチコピーは「「紅」のシャウト」

ほか